# 오케이 (게임)
Okey, 직사각형 모양의 타일과 보드를 사용하여 플레이하는 운, 논리 및 기억 게임이다. "Okey"라는 단어는 게임에서 와일드 카드 타일의 이름이기도 한다. 게임에서 각 플레이어는 손에 든 타일을 게임 규칙에 따라 정렬하여 특정 세트를 완성하려고 한다. 가장 빨리 손을 마친 플레이어가 그 라운드를 이긴다. 도미노에서 파생된 Okey는 터키와 해외 터키 커뮤니티에서 매우 인기있는 게임이다.
가장 일반적인 버전에서는 두 세트에 총 106개의 타일이 있다. 타일은 네 가지 색상(빨강, 노랑, 검정, 파랑)으로 나뉘어 있으며 1부터 13까지 번호가 매겨져 있다. 각 번호에는 두 개씩 있다. 또한 이 외에도 '가짜 okey’라는 이름의 총 두 개의 타일이 모든 타일 중에 있다. 게임 시작 시 한 플레이어에게는 15개의 타일이 주어지고 다른 세 플레이어에게는 14개의 타일이 주어진다. 15개의 타일을 가진 플레이어가 게임을 시작하고 한 타일을 버린다. 각 턴에서 플레이어들은 테이블에서 타일을 가져오거나 정렬된 타일에서 타일을 가져와 손을 마치려고 하고, 보드에서 한 타일을 버린다. 버린 타일은 다른 플레이어에게 보인다(버린 타일은 쌓이지만, 플레이어가 더블을 선언하면 모든 타일이 드러난다). 게임이 막히면, okey를 가진 플레이어는 실제 okey를 버릴 수 있고 "okey를 태워라"라고 말할 수 있다. 가짜 okey 타일은 테이블에 드러난 okey와 같은 세트에서 사용할 수 없다. 그러나 아무도 다른 플레이어의 보드에 있는 타일을 볼 수 없다.

## 참조
1. ↑  “History” (미국 영어). 2024년 6월 13일에 확인함.